# Torona jezik
Torona jezik (ISO 639-3: tqr), nekadašnji jezik kordofanske porodice, velika nigersko-kongoanska porodica, koji se govorio na Moro brdima u Sudanu.
Podklasificiran je užoj skupini talodi, podskupini tocho. Pripadnici etničke grupe danas se služe jezikom tira [tic].

## Vanjske poveznice
- Ethnologue (14th)
- Ethnologue (15th)